# Bargfeld-Stegen
Bargfeld-Stegen è un comune di 2.900 abitanti dello Schleswig-Holstein, in Germania.
Appartiene al circondario (Kreis) di Stormarn (targa OD) ed è parte della comunità amministrativa (Amt) di Bargteheide-Land.